# 埃克洛
埃克洛（荷蘭語：Eeklo，荷蘭語發音：[ˈeːkloː] ⓘ）是比利时弗拉芒大區东佛兰德省的一座城市，通行荷蘭語，是弗拉芒社群的一部分，面积30.05平方千米，人口20,890人（2018年1月1日）。